# Lardizabalevke
Lardizabalevke (lat. Lardizabalaceae), biljna porodica iz reda žabnjakolike koja je dobila ime po rodu lardizabala (Lardizabala), drvenastim penjačicama (lijanama) koje rastu po šumama središnjeg i južnog Čilea. Porodici pripada sedam rodova s četrdesetak vrsta među kojima su poznatije akebija (Akebia), dekajsne (Decaisnea), sinofrančetija (Sinofranchetia) i stauntonija (Stauntonia)

## Opis
Lardizabalaceae uključuje drvenaste loze s odvojenim muškim i ženskim cvjetovima, kao što je kultivirana Akebia (“čokoladna loza”). Listovi su složeni (sastavljeni od listića), a sitni cvjetovi u visećim grozdovima. Porodica uključuje 35 vrsta u 8 rodova, uglavnom ograničenih na Kinu i Japan. Međutim, rod Lardizabala javlja se u središnjem Čileu.
Holbelija (Holboellia) je sinonim za stauntoniju.

## Rodovi
1. Genus Akebia Decne.
2. Genus Boquila Decne.
3. Genus Decaisnea Hook.f. & Thomson
4. Genus Lardizabala Ruiz & Pav.
5. Genus Sargentodoxa Rehder & E.H.Wilson
6. Genus Sinofranchetia (Diels) Hemsl.
7. Genus Stauntonia DC.

## Vanjske poveznice
|  | Zajednički poslužitelj ima još gradiva o temi Lardizabalaceae |
|  | Wikivrste imaju podatke o taksonu Lardizabalaceae             |